# Kulmunkijärvi, Lappland
Kulmunkijärvi är en sjö i Kiruna kommun i Lappland och ingår i Torneälvens huvudavrinningsområde. Sjön har en area på 0,0999 kvadratkilometer och ligger 307,3 meter över havet.

## Delavrinningsområde
Kulmunkijärvi ingår i det delavrinningsområde (753061-177579) som SMHI kallar för Mynnar i Faulusankijoki. Medelhöjden är 314 meter över havet och ytan är 1,8 kvadratkilometer. Det finns inga avrinningsområden uppströms utan avrinningsområdet är högsta punkten. Vattendraget som avvattnar avrinningsområdet har biflödesordning 4, vilket innebär att vattnet flödar genom totalt 4 vattendrag innan det når havet efter 314 kilometer. Avrinningsområdet består mestadels av skog (87 procent). Avrinningsområdet har 0,2 kvadratkilometer vattenytor vilket ger det en sjöprocent på 10,8 procent.